# Harpendyreus noquasa
Harpendyreus noquasa är en fjärilsart som beskrevs av Henry Trimen 1887. Harpendyreus noquasa ingår i släktet Harpendyreus och familjen juvelvingar. Inga underarter finns listade i Catalogue of Life.